# Cinclodes aricomae
La remolinera real o churrete real (en Perú) (Cinclodes aricomae), es una especie de ave paseriforme perteneciente al género Cinclodes de la familia Furnariidae. Es nativa de los Andes del centro oeste de América del Sur y se la considera en peligro crítico de extinción.

## Distribución y hábitat
Vive en los Andes del sureste del Perú y adyacente norte de Bolivia (La Paz), en pequeños parches de bosque húmedo principalmente de Polylepis y matorrales montanos, entre los 3500 y 4800 m de altitud, pero también se ha registrado en bosques de Gynoxys en Junín.  Se encuentra en los alrededores del santuario histórico de Machu Picchu y es una de las aves emblemáticas del Perú.

## Descripción
Mide en promedio 20 cm de longitud y pesa aproximadamente 50 g. El plumaje de las partes superiores es de color marrón chocolate, más oscuro en la corona. Presenta superciliar delgado blancuzco. Cola oscura con rectrices externas punta pálida. Garganta blanca que se extiende sobre los lados del cuello, ligeramente moteados. Partes inferiores marrón claro grisáceo, con manchas crema y ejes en el pecho y los flancos. Alas oscuras con ribete rojizos o anaranjados prominentes. Pico oscuro grande decurvado levemente en la punta.

## Estado de conservación
La remolinera real ha sido calificada como en peligro crítico de extinción por la Unión Internacional para la Conservación de la Naturaleza (IUCN) debido a que su población extremadamente pequeña, estimada en 50 a 250 individuos maduros, se restringe a un hábitat severamente fragmentado y en rápida decadencia, de lo cual se deduce una reducción equivalente de la población. Más allá, se piensa que todas las sub-poblaciones son mínimas.

## Sistemática

### Descripción original
La especie C. aricomae fue descrita por primera vez por el ornitólogo estadounidense Melbourne Armstrong Carriker en 1932 bajo el nombre científico Upucerthia aricomae; su localidad tipo es: «Paso de Aricoma, 15,000 pies [c. 4570 m], Carabaya, Puno, Perú».

### Etimología
El nombre genérico masculino «Cinclodes» deriva del género Cinclus, que por su vez deriva del griego «kinklos»: ave desconocida a orilla del agua, y «oidēs»: que recuerda, que se parece; significando «que se parece a un Cinclus»; y el nombre de la especie «aricomae», se refiere al Paso de Aricoma, Puno, Perú, la localidad tipo de la especie.

### Taxonomía
La presente especie fue anteriormente tratada como una subespecie de Cinclodes excelsior; las justificativas para el rango de especie, principalmente con base en diferencias de plumaje y de micro-hábitat, son consideradas bastante débiles por algunos autores. Es monotípica.